# Fides Karny
Fides Karny (* 15. August 1886 in Wien; † 13. November 1934 in Dresden) war eine österreichische Malerin.

## Leben
Fides Karny wurde 1886 in Wien geboren. Sie studierte an der Wiener Frauenakademie, bei Ferdinand Dorsch in Dresden und bei Walter Püttner in München. Sie war Mitglied der Gruppe Dresdner Künstlerinnen, Ortsverband Dresdner Künstlerinnen, des damals neu gegründeten Bundes deutscher und österreichischer Künstlerinnenvereine. Sie war auch Mitglied der Dresdner Kunstgenossenschaft und im Verein deutscher bildender Künstler in Böhmen.
Dressler listet ihren Wohnort 1930 mit Ostbahnstraße 18 in Dresden. In den mehrgeschossigen Mietshäusern der Ostbahnstraße befanden sich zu dieser Zeit die Ateliers zahlreicher Künstler.

## Werk
Fides Karny malte Stillleben und Interieurs in Aquarell, Gouache und Öl.

## Ausstellungen (Auswahl)
- 1911: Leipziger Jahresausstellung
- 1913: Große Aquarellausstellung Dresden
- 1913: Große Berliner Kunstausstellung
- 1914: Münchener Jahresausstellung im königlichen Glaspalast
- 1916: Münchener Jahresausstellung im königlichen Glaspalast
- 1916: Große Berliner Kunstausstellung
- 1918: Dresdner Kunstgenossenschaft mit einem Selbstbildnis
- 1921: Große Kunstausstellung, Dresden